# Duilio Ramos
Pour les articles homonymes, voir Ramos.
Duilio Alfredo Ramos, né le 4 mars 1996 à San Juan, est un coureur cycliste argentin, membre de l'équipe Municipalidad de Pocito.

## Biographie
Né à San Juan, Duilio Ramos a un frère aîné, Rubén, qui est également coureur cycliste.
En 2016, il se distingue sur le calendrier national argentin en terminant cinquième du Giro del Sol San Juan, avec la formation Municipalidad de Pocito. En 2017, il rejoint l'équipe continentale Asociación Civil Mardan, avec laquelle il se classe treizième d'une étape sur le Tour de San Juan, qui s'ouvre aux professionnels. Le mois suivant, il prend notamment la cinquième place de la classique Mendoza-San Juan.
En 2018, il participe une nouvelle fois au Tour de San Juan, sous les couleurs d'une sélection nationale argentine, en compagnie de son frère Rubén. En mars, il s'impose sur la deuxième étape du Tour de Chiloé, course par étapes organisée sur l'île de Chiloé au Chili. À la fin du mois, il obtient son premier titre national en devenant champion d'Argentine sur route espoirs.

## Palmarès
- 2018
  -  Champion d'Argentine sur route espoirs
  - 2e étape du Tour de Chiloé

## Classements mondiaux
| Année            | 2018 |
| ---------------- | ---- |
| UCI America Tour | 335e |